# Antonio Veranzio
 (février 2012).
Antonio Veranzio (Antun Vrančić, Antal Verancsics, Antonius Verantius, Anton Wranczy; 29 mai 1504 – 15 juin 1573) fut un diplomate et cardinal hongrois d'origine dalmate.

## Biographie
Né à Sebenico en République de Venise (Dalmatie), actuelle Šibenik en Croatie, il étudia à Padoue, Vienne et Cracovie. Il fut employé comme ambassadeur en Pologne, en Italie, en France, en Angleterre et en Allemagne par le roi Jean Ier de Hongrie, puis par la régente Isabelle Jagellon, veuve de Jean.
Ferdinand Ier et Maximilien II l'envoyèrent deux fois en ambassade à Constantinople, en 1553 et 1567, où il conclut avec les Turcs la paix d'Andrinople le 17 février 1568.
Il devint évêque de Cinq-Églises (aujourd'hui Pécs) en 1554, d'Eger en 1560, puis archevêque primat de Strigonie (aujourd'hui Esztergom) en 1570. Grégoire XIII l'éleva au rang de cardinal en 1573, mais il mourut dix jours plus tard à Prešov avant même d'en avoir reçu la nouvelle.
Il traduisit en latin une chronique anonyme turque du temps de Bajazet II : cette traduction, dite Codex Venantianus, n'a pas été imprimée mais a été consultée par Loewenklau pour ses Annales des sultans ottomans.
Il est l'oncle de l'humaniste Fausto Veranzio (1551–1617).

## Source
Marie-Nicolas Bouillet  et Alexis Chassang (dir.), « Antoine Wranczy » dans Dictionnaire universel d’histoire et de géographie, 1878 (lire sur Wikisource)